# Joncreuil
Joncreuil – miejscowość i gmina we Francji, w regionie Grand Est, w departamencie Aube.
Według danych na rok 1999 gminę zamieszkiwało 87 osób, a gęstość zaludnienia wynosiła 8 osób/km².